# Теорема о гомотопической инвариантности аналитического продолжения
Теорема о гомотопической инвариантности аналитического продолжения — утверждение комплексного анализа о совпадении результатов аналитического продолжения канонического элемента вдоль гомотопных путей.
Формально, если {\displaystyle \varphi _{0}(t):[0;1]\to \mathbb {C} } и {\displaystyle \varphi _{1}(t):[0;1]\to \mathbb {C} } — жордановы кривые с общими концами, {\displaystyle \xi (t,q):[0;1]\times [0;1]\to \mathbb {C} } — их гомотопия, и канонический элемент {\displaystyle P} аналитически продолжается вдоль любой кривой из {\displaystyle \xi (t,q)}, то результат аналитического продолжения элемента вдоль каждой из кривой совпадает.